# Hauptpostamt Dessau
Das Hauptpostamt Dessau, ehemals Kaiserliches Post- und Telegraphenamt, ist ein denkmalgeschütztes Gebäude in der Altstadt von Dessau, seit 2007 ein Stadtteil der kreisfreien Doppelstadt Dessau-Roßlau in Sachsen-Anhalt.

## Geschichte
In den Jahren 1899–1901 erfolgte nach einem Entwurf der Bauabteilung im Reichspostamt unter Oberpost-Baurat Ernst Hake der zweigeschossige Neubau im Stil der Neorenaissance als repräsentatives Eckgebäude mit einem großen überragenden achteckigen Turm. Die Fassade ist mit gelbem Sandstein verkleidet und mit aufwändigen Verzierungen versehen. Die Giebel tragen verschiedene Tierfiguren wie z. B. Adler. Der Turm diente ursprünglich der Aufnahme und Verteilung von Telefon- und Telegraphenkabeln.
Während des Zweiten Weltkriegs gab es anhaltende Luftangriffe auf die Stadt, wobei das Postgebäude zum Teil zerstört wurde.
Beim Wiederaufbau 1951 wurde der alte Turm in verkürzter, einfacher Form wiederhergestellt.
Zum 3. Oktober 1990 wurde im Zuge der Deutschen Wiedervereinigung gemäß Artikel 27 des Einigungsvertrages die Deutsche Post mit der Deutschen Bundespost verschmolzen. Das Dessauer Hauptpostamt wurde in die Deutsche Bundespost eingegliedert und, von 1993 bis 1995 noch umfangreich saniert, war nach der Privatisierung seit 1995 der Deutsche Post AG zugehörig. Sie hat sich bis 2012 allerdings komplett von ihren selbst betriebenen Postämtern getrennt oder als Filialen an die Tochter Postbank verkauft.
Heute dient das Gebäude als Filiale der Postbank und verschiedenen Einrichtungen und Dienstleistern wie einem Callcenter.
Im örtlichen Denkmalverzeichnis ist das Postamt unter der Erfassungsnummer 094 40846 als Baudenkmal eingetragen.